# Alexandru Cîrneală
Alexandru Cîrneală (* 19. Februar 1989 in Iași, Region Moldau) ist ein rumänischer Schauspieler.

## Leben
Alexandru-Ioan Cîrneală wuchs in Rumänien auf. Seit seinem 14. Lebensjahr wollte er Schauspieler werden, nachdem er im Nationaltheater Iași seine erste Theateraufführung gesehen hatte. Er studierte von 2007 bis 2010 an der Fakultät für Theater und Film der Babeș-Bolyai-Universität in Cluj und schloss dort mit einem Universitätsdiplom ab. Seine Schauspielausbildung mit Diplom absolvierte er von 2010 bis 2011 an der Athanor Akademie für Darstellende Kunst in Burghausen. Erste Erfahrungen auf der Theaterbühne machte er während seines Studiums in Rumänien, wo er auch seine Schauspielkarriere begann, später dann während seiner Schauspielausbildung am Athanor-Theater. Nach Abschluss seiner Ausbildung hatte er Theaterengagements u. a. am Theater unterm Dach in Berlin und am G-Werk Theater Marburg.
Cîrneală arbeitet seit 2011 als freier Schauspieler hauptsächlich für Film und Fernsehen. Dabei wird er aufgrund seiner Herkunft häufig mit Rollen aus dem osteuropäischen Kulturkreis, besonders mit rumänischem Hintergrund besetzt. Meist spielt er Kriminelle, Kleingangster und Tatverdächtige in Krimiserien.
Sein Fernsehdebüt hatte er als Rumäne Liviu in dem Thriller Operation Zucker, der im Juli 2012 beim Filmfest München uraufgeführt und erstmals im Januar 2013 auf Das Erste ausgestrahlt wurde. Er spielte dann in einigen Kurzfilmen mit, u. a. als machohafter „Hobby-Porno-Rapper und Ersatzpapa“ Jenaro, der zusammen mit seiner Freundin auf dem Traditionsvolksfest Hamburger Dom jobbt, in dem Kurzfilm Gangsterbraut, der 2015 beim 19. Filmfest Schleswig-Holstein gezeigt wurde.
Im Kölner Tatort: Kartenhaus (Erstausstrahlung: Februar 2016) spielte er den Dealer Ivo Tarek, den Anführer einer Gang, der mit seinen Drogengeschäften das Leben in einer Kölner Hochhaussiedlung beherrscht. Im Münchener Tatort: Klingelingeling (Erstausstrahlung: Dezember 2016) war er als Calin Stelica zu sehen; er spielte den Bruder des Anführers eines rumänischen Bettlerclans.
In der ZDF-Fernsehreihe Dengler spielte er außerdem im zweiten Film der Serie, Am zwölften Tag (Erstausstrahlung: März 2016), den rumänischen Arbeiter Kimi.
Er hatte bisher außerdem Episodenrollen in den Serien Alarm für Cobra 11 – Die Autobahnpolizei (2014; als rumänischer Gangster Radu Dumitrescu), SOKO Leipzig (2016; als Timur, ein Flüchtling aus Usbekistan), Großstadtrevier (2017) und SOKO Köln (2017; als tatverdächtiger Kosovo-Albaner Alban Berisha). In der ZDFneo-Serie Unbroken (2021) spielte er den polizeibekannten rumänischen Zuhälter und Schleuser Mihail Gabor. In der 3. Staffel der TV-Serie Die Heiland – Wir sind Anwalt (2021) übernahm er eine Episodenhauptrolle als tatverdächtiger rumänischer Bauarbeiter Stancu Mateî.
Cirneala ist auch als Sprecher tätig, u. a. für die Gothaer Versicherungen. Außerdem arbeitet er als Model. Cirneala lebt in Berlin.

## Filmografie (Auswahl)
- 2012: Operation Zucker (Fernsehfilm)
- 2014: Alarm für Cobra 11 – Die Autobahnpolizei: Die letzte Nacht (Fernsehserie)
- 2015: Die Welt da draußen[11] (Kurzfilm)
- 2015: Gangsterbraut[4] (Kurzfilm)
- 2016: Tatort: Kartenhaus (Fernsehreihe)
- 2016: Dengler – Am zwölften Tag (Fernsehreihe)
- 2016: SOKO Leipzig: Neues Leben (Fernsehserie)
- 2016: Tatort: Klingelingeling (Fernsehreihe)
- 2017: Großstadtrevier[12]: So viele Jahre (Fernsehserie)
- 2017: Tigermilch (Kinofilm)
- 2017: SOKO Köln: Todesengel (Fernsehserie)
- 2017: Ein starkes Team: Wespennest (Fernsehreihe)
- 2018: Bella Block: Am Abgrund (Fernsehreihe)
- 2019: Die Neue Zeit (Fernsehserie)
- 2020: Polizeiruf 110: Der Tag wird kommen (Fernsehreihe)
- 2020: Solo für Weiss – Schlaflos (Fernsehreihe)
- 2021: Unbroken (Fernsehserie, eine Folge)
- 2021: Die Heiland – Wir sind Anwalt: Dreiste Diebe (Fernsehserie)
- 2022: Polizeiruf 110: Keiner von uns (Fernsehreihe)
- 2022: Sarah Kohr – Irrlichter (Fernsehreihe)
- 2023: Unter anderen Umständen: Dämonen (Fernsehreihe)
- 2023: SOKO Leipzig: Schlag für Schlag (Fernsehserie)
- 2023: Der Bremerhaven-Krimi – Tödliche Fracht (Fernsehfilm)
- 2024: In aller Freundschaft – Die jungen Ärzte: Durchstarten (Fernsehserie)
- 2024: SOKO Stuttgart: Narben der Vergangenheit (Fernsehserie)

## Theater
- 2013: Diestel Theater Berlin: Der verlorene Brief
- 2016: Theater unterm Dach: Cosmic Love